# Lagarto (futebolista)
Severino Franco da Silva, mais conhecido como Lagarto, (Pelotas, 17 de junho de 1898 — Porto Alegre, 5 de março de 1972) foi um futebolista brasileiro que atuou como atacante.

## Carreira
Iniciou sua carreira futebolista no Guarany de Bagé. Em 1917, foi contratado pelo Grêmio, pelo qual marcou história, sendo tetracampeão citadino de Porto Alegre, entre 1919 e 1922. Jogou no clube até 1923, quando transferiu-se para o Fluminense do Rio de Janeiro, onde foi campeão carioca em 1924. Em 1928, retornou ao Guarany de Bagé.
Lagarto ainda jogou nas seleções gaúcha, Distrito Federal (carioca) e na Seleção Brasileira, pela qual disputou a Copa América de 1925, sagrando-se vice-campeão.
Depois de completar sua carreira como jogador, Lagarto trabalhou como treinador na Academia de Juventude Grêmio. Em particular, ele foi um dos primeiros treinadores do jovem tesourinha.

## Títulos
Grêmio
- Campeonato citadino de Porto Alegre: 1919, 1920, 1921 e 1922
- Campeonato Gaúcho: 1921, 1922

Fluminense
- Campeonato Carioca de Futebol de 1924 (AMEA)